# Жан-Ноель Феррарі
Жан-Ноель Феррарі (фр. Jean-Noël Ferrari; нар. 7 вересня 1974) — французький фехтувальник на рапірах, олімпійський чемпіон (2000 рік), дворазовий чемпіон світу.

## Виступи на Олімпіадах
| Олімпіада   | Дисципліна           | Місце |
| ----------- | -------------------- | ----- |
| Сідней 2000 | індивідуальна рапіра | 4     |
| Сідней 2000 | командна рапіра      | 1     |
| Афіни 2004  | командна рапіра      | 5     |